# Баре, Эмиль
Эмиль Баре (нем. Emil Baré, настоящая фамилия Барах, нем. Barach; 8 сентября 1870, Вена — 29 марта 1943, Будапешт) — австрийский и венгерский скрипач еврейского происхождения.

## Биография
Сын венского врача Зигмунда Бараха (1842—1912) и его жены, писательницы Розы Барах. В 13-летнем возрасте поступил в Венскую консерваторию. Учился у Йозефа Хельмесбергера-младшего, одновременно начав концертную карьеру (в 1885 г., в частности, гастролировал в Триесте). В 1886 г. принял крещение и изменил фамилию на Баре. Продолжил музыкальное образование в Парижской консерватории у Ламбера Массара.
Некоторое время работал в Майнце, в 1892 г. перебрался в Кёльн, сменив умершего Георга Яфу в качестве концертмейстера Гюрцених-оркестра, одновременно в 1892—1894 гг. вторая скрипка струнного квартета под руководством Густава Холлендера, выступал вместе с пианистом Максом Пауэром. Затем играл в оркестре Парижской оперы.
В 1897—1902 гг. помощник концертмейстера Чикагского симфонического оркестра. В 1903—1933 гг. концертмейстер Венгерской королевской оперы, в 1910—1935 гг. также преподавал в Будапештской консерватории, где среди его учеников был, в частности, Ликко Амар.
В 1916 году с оркестром Будапештской оперы исполнил премьеру «Двух портретов» Белы Бартока (дирижировал Стефан Штрассер).
В 1891—1916 гг. состоял в масонской ложе «Гуманность».